# Großsteingräber in Garen
Die Großsteingräber in Garen (auch Großsteingräber „Am hohen Stein“ und „Der hohe Stein“ genannt) sind benachbarte neolithische Ganggräber in Garen, mit der Sprockhoff-Nr. 964 und 963. Sie entstanden zwischen 3500 und 2800 v. Chr. und sind Megalithanlagen der Trichterbecherkultur (TBK). Neolithische Monumente sind Ausdruck der Kultur und Ideologie jungsteinzeitlicher Gesellschaften. Ihre Entstehung und Funktion gelten als Kennzeichen der sozialen Entwicklung.
In Garen, etwa drei Kilometer südlich von Lindern, im Landkreis Cloppenburg in Niedersachsen, beginnt der nach Wachtum führende Hünensteinweg (Nebenstraße). Auf halber Strecke (2,5 Kilometer) zwischen den Orten ist der nach Nordwesten führende Weg zu den Anlagen durch zwei an der Straße stehende Findlinge markiert. Ein Fußweg führt (an der Gabelung links) nach etwa 150 Meter zur ersten („Am hohen Stein“), nach weiteren 150 Meter zur zweiten („Der hohe Stein“) Megalithanlage.
Das Grab 963 wird in Die Bau und Kunstdenkmäler des Herzogtums Oldenburg, Heft 3, von 1906, als „Denkmal am Hohen Stein“ bezeichnet und Grab 964 als „Hoher Stein“. Auf den Informationstafeln stimmen die Namen ebenfalls nicht mit Sprockhoffs Benennung überein. Von den Einfassungen ist bei beiden Anlagen nichts erhalten.

## Beschreibung

### Am hohen Stein
Bevor man zum „Hohen Stein“ gelangt, kommt man über einen kleinen Hügel, auf dem elf Steine liegen (neun Tragsteine, zwei Decksteine davon einer verstürzt). Die ehemals wohl 8 × 1,6 Meter große, nahezu West-Ost orientierte Kammer ist völlig zerstört worden. Der Hügel ist noch erkennbar.

### Der hohe Stein

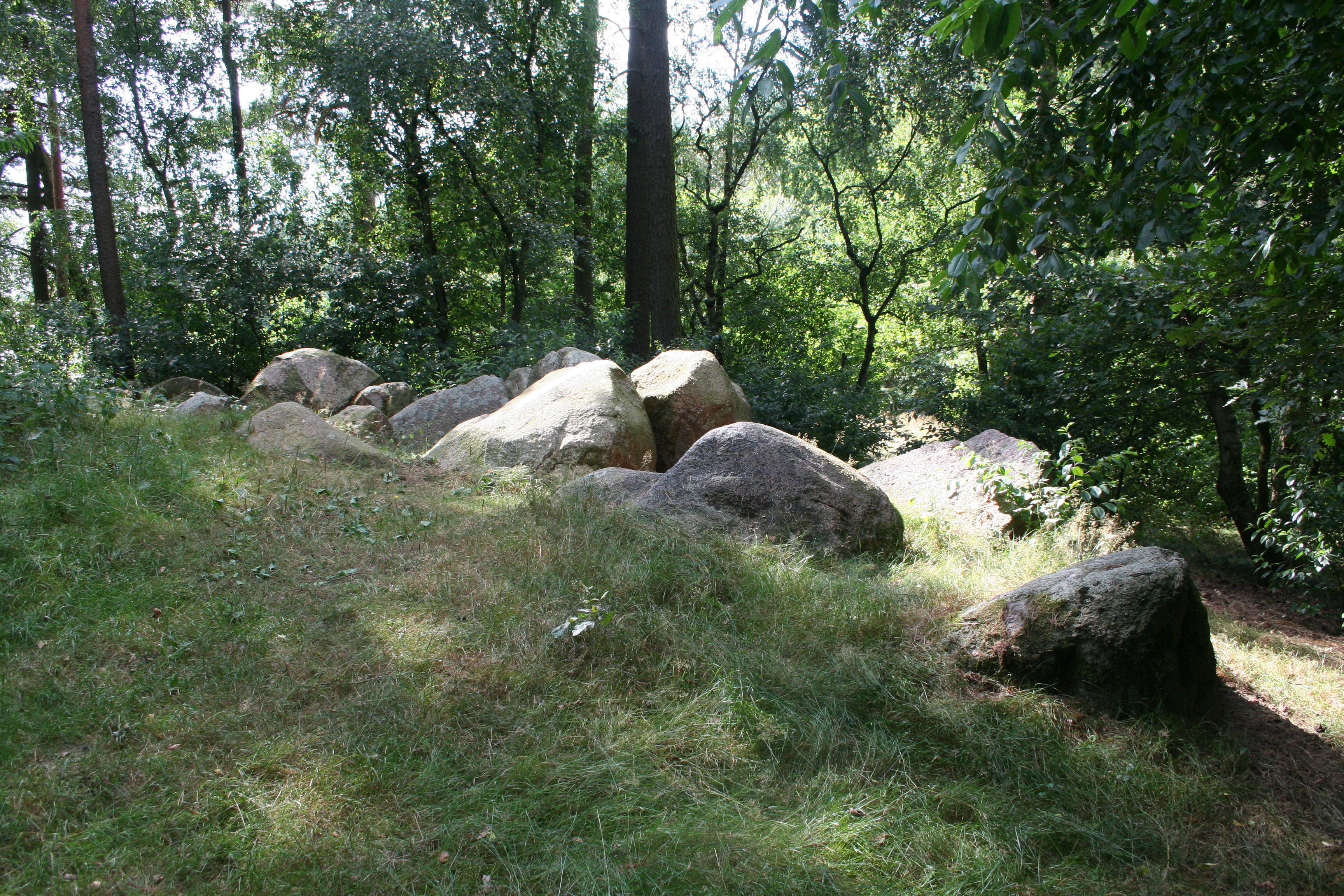
Großsteingrab „Der hohe Stein“ (964)

Das Ganggrab ist eine Bauform jungsteinzeitlicher Megalithanlagen, die aus einer Kammer und einem baulich abgesetzten, lateralen Gang besteht. Diese Form ist primär in Dänemark, Deutschland und Skandinavien, sowie vereinzelt in Frankreich und den Niederlanden zu finden.
Die gestörte Emsländische Kammer liegt auf einer etwa drei Meter hohen Sanddüne. Von der etwa 9,2 × 2,5 Meter messenden Nordost-Südwest orientierten Kammer sind noch 15 Tragsteine, zum Teil in situ vorhanden. Von den sechs ursprünglichen Decksteinen fehlen drei, die anderen sind in die Kammer verstürzt, einer ist zerbrochen. Der größte Deckstein misst 2,45 × 1,6 × 1,0 Meter.